# 王战平
王战平（？—？），男，山东平度人，中华人民共和国政治人物。

## 生平
早年参加革命，担任胶东建设学校副校长。中华人民共和国成立后，历任最高人民检察署华东检察署办公室副主任、主任、副秘书长，最高人民检察院办公厅副主任、一厅厅长，最高人民法院刑事审判庭庭长，最高人民法院副院长。